# 大橋譽志光
大橋譽志光（日语：／ Ohhashi Yoshimitsu，1965年—），日本男性動畫師、動畫演出家、動畫導演。TWIN ENGINE所屬。
代表作有《銀河天使》系列、《魔女之刃》等。

## 參加作品

### 電視動畫
1990年
- 海底兩萬哩（—1991年，原畫）

1994年
- 美少女戰鬥隊（特別人物設定、作畫監督）

1996年
- 天才寶貝（—1997年，原畫）
- 機械女神J（—1997年，標題動畫）

1998年
- 槍神Trigun（分鏡、演出、ED動畫）
- 危險調查員（原畫）

1999年
- 無限的未知（分鏡、演出）
- 此時此刻的我（分鏡、演出）
- 十兵衛 -心形眼罩的秘密-（分鏡、演出、作畫監督）

2000年
- 沉默的未知（—2001年，分鏡、演出）
- 深藍救兵（分鏡）
- 第一神拳（—2001年，ED1分鏡）

2001年
- 銀河天使（導演[注 1]）

2002年
- 水瓶戰記 Sign for Evolution（故事原案、導演）
- 銀河天使 (第2期)（導演[注 1]）
- 禁獵魔女（分鏡、演出）

2003年
- 銀河天使 (第3期)（分鏡）
- 機動戰士鋼彈SEED（分鏡）
- 最後流亡（分鏡）
- PEACE MAKER鐵（分鏡）
- 惑星奇航（—2004年，分鏡、演出）

2004年
- 混沌武士（分鏡）
- 殺戮都市（分鏡）
- 勇午 ～交涉人～（分鏡）
- 薔薇少女（分鏡）

2006年
- 魔女之刃（導演、分鏡、演出、原畫）

2007年
- 偶像大師 XENOGLOSSIA（分鏡）
- 地球防衛少年（分鏡、原畫）
- 家庭教師HITMAN REBORN！（OP3分鏡&演出）
- 逮捕令 全速前進（分鏡）
- 龍鳴（—2008年，分鏡、OP原畫）

2008年
- Code Geass反叛的魯路修R2（原畫、OP2演出）
- 武裝機甲（原畫）
- 機動戰士鋼彈00 Second Season（OP原畫）
- 伯爵與妖精（OP分鏡）
- 道子與哈金（—2009年，分鏡、演出、OP原畫）

2009年
- BASQUASH！（分鏡）
- 鋼之鍊金術師 FULLMETAL ALCHEMIST（—2010年，分鏡）

2010年
- 棒球大聯盟 6th season（分鏡）

2011年
- Sacred Seven（導演、分鏡、演出、原畫、第2原畫、全ED演出）

2012年
- 魯邦三世 -名為峰不二子的女人-（分鏡）
- 加速世界（分鏡）
- 夏雪之約（分鏡）
- 絕園的暴風雨（分鏡）

2013年
- AMNESIA 失憶症（導演、分鏡、OP分鏡&演出&原畫[2]）
- 革命機Valvrave（分鏡、原畫、ED3分鏡&演出&原畫）
- 科學超電磁砲S（分鏡）

2014年
- 佛朗明哥武士（分鏡）
- 機甲巴打（分鏡）
- 銀之匙 Silver Spoon（分鏡）
- 魔女的使命（原畫）
- 流浪神差（分鏡）
- 棺姬嘉依卡（分鏡）
- 排球少年!!（分鏡）
- CROSSANGE 天使與龍的輪舞（分鏡、演出、原畫）

2015年
- GANGSTA.（分鏡）
- 機動戰士鋼彈 鐵血的孤兒（分鏡、演出、原畫、ED分鏡&演出&原畫）
- 槍與面具（分鏡）

2016年
- NORN9 命運九重奏（分鏡）
- TABOO TATTOO -禁忌咒紋-（原畫）

2017年
- Classica Loid（分鏡）
- ID-0（分鏡）

2018年
- 刻刻（導演[3]、分鏡、OP分鏡）
- 月影特工（分鏡、原畫）
- 逆轉裁判 ～對這個「真相」，有異議！～（分鏡）

2019年
- 海盜戰記（分鏡）

2020年
- pet（日语：ペット (漫画)）（分鏡、演出）
- 聽我的電波吧（分鏡）
- 科學超電磁砲T（分鏡）

2021年
- NOMAD MEGALO BOX 2（分鏡）

### 電影動畫
1986年
- 亞利安（日语：アリオン (漫画)）（作畫監督補佐）
- 還有第11人！（日语：11人いる!）（原畫）

1989年
- 金星戰記（日语：ヴイナス戦記）（原畫）

1994年
- 黑暗邊緣（日语：ダークサイド・ブルース）（原畫）

1996年
- 勇者鬥惡龍列傳：羅德的紋章（動畫人物設定原案）
- 劇場版 X（原畫）

1999年
- 秋葉原電腦組：2011年的暑假（佈局）

2000年
- 劇場版 庫洛魔法使：被封印的卡片（原畫）

2002年
- 千年女優（原畫）

2006年
- 勇者物語（設定原案、分鏡）

2010年
- 哆啦A夢：大雄的人魚大海戰（原畫）

2012年
- Sacred Seven：銀月之翼（導演、分鏡、原畫）
- Code Geass 亡國的阿基德（原畫）

2015年
- 少女與戰車 劇場版（日语：ガールズ&パンツァー 劇場版）（原畫）

### OVA
1992年
- 綠色傳奇亂（日语：グリーンレジェンド乱）（人物設定、總作畫監督）

1993年
- 我是大哥大!!（—1997年，原畫）

1994年
- 爆炎學園（日语：爆炎CAMPUSガードレス）（原畫）
- KIZUNA 2（日语：KIZUNA）（原畫）

1995年
- 超時空世紀歐卡斯02（原畫）
- 魔物獵人妖子²（人物設定、作畫監督、原畫）
- 精靈使（日语：精霊使い）（原畫）

1996年
- 新·破裏拳旋風俠（日语：破裏拳ポリマー）（原畫）
- 卒業M E.M.U MUSIC VIDEO（日语：卒業M）（人物設定）
- 宇宙戰艦山本洋子（分鏡、演出、原畫）
- 孃樣搜查網（原畫）

1997年
- 超人學園鋼帝王（日语：超人学園ゴウカイザー）（原畫）
- 宇宙戰艦山本洋子II（原畫）
- 魔法王國的俏皮小公主（日语：でたとこプリンセス）（原畫）

1998年
- 支配者的黃昏 TWILIGHT OF THE DARK MASTER（日语：支配者の黄昏）（分鏡、演出）

1999年
- 青之6號（原畫）

2014年
- 崩壞學園2（OP分鏡）

2024年
- Code Geass 奪回的Rozé（導演[4]）

### 網路動畫
2006年
- 幕末機關說（首席導演）※原作、總導演：高橋良輔

2008年
- 亡念之扎姆德（分鏡）

## 腳註

## 相關項目
- 日本動畫師列表（日语：アニメ関係者一覧）

## 外部連結
- 大橋譽志光的X（前Twitter） （日語）